# Barbâtre
Barbâtre je francouzská obec v departementu Vendée v Pays de la Loire. Nachází se na ostrově Noirmoutier.
Nadmořská výška obce Barbâtre se pohybuje mezi 0 a 19 m n. m. Rozloha obce je 12,47 km2. Ve znaku obce je vyobrazeno slunce na modrém a zlatém poli, rozdělené vodorovně („per fess“), ležící ve vlnách;  francouzský popis erbu zní coupé ondé d'azur et d'or, au soleil non figuré de l'un en l'autre.
Nejvýznamnějšími památkami obce jsou historické mlýny.

## Geografie
Barbâtre se nachází na jihu ostrova Île de Noirmoutier.  Na sever od Barâbtre leží obec La Guérinière a na pevnině se v jižním směru nachází obec Fromentine.  Barbâtre je propojen s obcí Beauvoir-sur-Mer.